# Revue neurologique
La Revue neurologique est une revue de santé publique consacrée à la neurologie et à la psychiatrie, créée en 1893 et dirigée initialement par Édouard Brissaud et Pierre Marie, avec Jean-Martin Charcot comme conseiller éditorial. « Charcot a voulu réunir autour de la Revue l'ensemble des spécialistes de la neurologie de l'époque : Amidon, Ballet, Bitot, Blanchard, Bouchereau, Brissaud, Brouardel, Cotard, Debove, Delaslauve, Duret, Duval, Féré, Ferrier, Gombault, Grasset, Hervé, Joffroy, Keraval, Landouzy, Magnan, Marie, Maygrier, Mierzejewsky, Neuman, d'Olier, Pierret, Pitres, Raymond, Regnard, Richer, Séguin, Strauss, Talamon, Teinturier, Thulié, Troisier, Vigouroux, Voisin. » Elle est encore au XXIe siècle la publication de la Société française de neurologie.
Publication française sur la neurologie et les maladies du système nerveux paraissant mensuellement, la revue devient la publication de la Société française de neurologie lors de sa création en 1899. Elle accueille des publications de neurologues français comme Jules Dejerine et Fulgence Raymond, et de chercheurs étrangers comme Charles Scott Sherrington, Alexander E. Sherbak, ou João Baptista de Lacerda,.
En novembre 1901, la revue publie un article de Ladislav Haškovec (pl), chercheur à Prague, sur deux cas d'akathisie. La revue publie des articles synthétiques qui entrent dans le détail de sujets spécifiques.